# Demolition (Judas Priest)
Demolition is het veertiende studioalbum van de Britse heavymetalband Judas Priest, het tweede met Tim 'Ripper' Owens, uitgebracht in 2001.

## Tracklisting
1. "Machine Man" (Tipton) – 5:35
2. "One on One" (Downing, Tipton) – 6:44
3. "Hell Is Home" (Downing, Tipton) – 6:18
4. "Jekyll and Hyde" (Tipton) – 3:19
5. "Close to You" (Downing, Tipton) – 4:28
6. "Devil Digger" (Tipton) – 4:45
7. "Bloodsuckers" (Downing, Tipton) – 6:18
8. "In Between" (Tipton) – 5:41
9. "Feed on Me" (Tipton) – 5:28
10. "Subterfuge" (Tipton, Tsangarides) – 5:12
11. "Lost and Found" (Downing, Tipton) – 4:57
12. "Cyberface" (Tipton, Travis) – 6:45
13. "Metal Messiah" (Tipton, Tsangarides) – 5:14
14. "Rapid Fire" – 3:53
15. "The Green Manalishi (With the Two Prong Crown)" – 4:09